# Höchstädt an der Donau
Höchstädt an der Donau (amtlich: Höchstädt a.d.Donau) er en by i Landkreis Dillingen an der Donau i Regierungsbezirks Schwaben i den tyske delstat Bayern, med godt 6.700 indbyggere. Den er administrationsby i Verwaltungsgemeinschaft Höchstädt an der Donau.

## Geografi
Höchstädt an der Donau ligger 10 km nordøst for Dillingen, midt mellem Ulm og Donauwörth.

### Inddeling
Til byen Höchstädt an der Donau hører ud over hovedbyen landsbyerne Deisenhofen, Oberglauheim, Schwennenbach und Sonderheim.

## Historie
Byen er kendt som nærmeste by til Slaget ved Blenheim, der stod den 13. august 1704 under den Spanske Arvefølgekrig mellem en allieret styrke under ledelse af Hertugen af Marlborough John Churchill og Prins Eugen af Savoyen og en fransk hær under Tallard. Den allierede hær, domineret af engelske og østrigske enheder, slog de franske styrker før de kunne forene sig med deres bayriske forbundsfæller og delte de facto den europæiske del af konflikten i en norditaliensk del og en nederlandsk del og sendte Bayern ud af krigen. Landsbyen hedder i dag Blindheim og slaget benævnes, specielt i tysk historie, til tider som Slaget ved Höchstädt.